# Plebiscyt Przeglądu Sportowego 2008
74. Plebiscyt na 10 Najlepszych Sportowców Polski 2008 roku Przeglądu Sportowego został rozstrzygnięty 3 stycznia 2009 podczas Gali Mistrzów Sportu w Warszawie.
Nominowanych zostało dwudziestu pięciu sportowców, w tym wszyscy polscy medaliści Igrzysk Olimpijskich w Pekinie. Głosowanie przeprowadzane było w dwóch etapach - wybór pierwszej dziesiątki, a następnie - podczas gali - najlepszego sportowca, który otrzymał statuetkę Złotego Czempiona. Głosami widzów TVP główną nagrodę otrzymał kierowca Formuły 1, Robert Kubica.

## Wyniki

### 10 najlepszych sportowców Polski 2008
| Miejsce | Kandydat                                                         | Dyscyplina sportu              | Klub sportowy                                                            | Osiągnięcia w 2008                         | Wręczający statuetkę               | Uwagi                                                      |
| ------- | ---------------------------------------------------------------- | ------------------------------ | ------------------------------------------------------------------------ | ------------------------------------------ | ---------------------------------- | ---------------------------------------------------------- |
| 1       | Robert Kubica                                                    | Formuła 1                      | BMW Sauber                                                               | 4. miejsce w MŚ Formuły 1                  | Marcin Kalita, Robert Korzeniowski | nieobecny, nagrodę odebrał jego menedżer Marcin Czachorski |
| 2       | Leszek Blanik                                                    | gimnastyka sportowa            | AZS AWFiS Gdańsk                                                         | złoty medal IO, złoty medal ME             | Jacek Wszoła                       |                                                            |
| 3       | Tomasz Majewski                                                  | lekkoatletyka (pchnięcie kulą) | AZS AWF Warszawa                                                         | złoty medal IO, brązowy medal HMŚ          | Sebastian Chmara                   |                                                            |
| 4       | Adam Korol, Michał Jeliński, Konrad Wasielewski, Marek Kolbowicz | wioślarstwo                    | KS AZS Szczecin, AZS AWFiS Gdańsk, Czarni Szczecin, AZS-AWF Gorzów Wlkp. | złoty medal IO                             | Dariusz Szpakowski                 |                                                            |
| 5       | Szymon Kołecki                                                   | podnoszenie ciężarów           | KPC Górnik Polkowice                                                     | srebrny medal IO, złoty medal ME           | Otylia Jędrzejczak                 |                                                            |
| 6       | Maja Włoszczowska                                                | kolarstwo górskie              | MTB Halls Team                                                           | srebrny medal IO                           | Ryszard Szurkowski                 |                                                            |
| 7       | Tomasz Gollob                                                    | żużel                          | Stal Gorzów Wielkopolski                                                 | brązowy medal GP IMŚ                       | Paweł Janas                        |                                                            |
| 8       | Tomasz Sikora                                                    | biathlon                       | NGKS Dynamit Chorzów                                                     | trzykrotne zwycięstwo w zawodach PŚ        | Roman Brzozowski                   | nieobecny, nagrodę odebrała Dagmara Gerasimuk              |
| 9       | Agnieszka Radwańska                                              | tenis                          | Nadwiślan Kraków                                                         | ćwierćfinały: Wimbledonu i Australian Open | Przemysław Babiarz                 |                                                            |
| 10      | Piotr Małachowski                                                | lekkoatletyka (rzut dyskiem)   | Śląsk Wrocław                                                            | srebrny medal IO                           | Dariusz Michalczewski              |                                                            |

### Pozostałe nagrody
| Kategoria                       | Nagrodzony(a)                    | Osiągnięcia w 2008                                                                                 | Wręczający statuetkę | Uwagi                                                                       |
| ------------------------------- | -------------------------------- | -------------------------------------------------------------------------------------------------- | -------------------- | --------------------------------------------------------------------------- |
| Superchampion                   | Mariusz Czerkawski               | całokształt osiągnięć sportowych                                                                   | Tomasz Mironczuk     |                                                                             |
| Trener roku                     | Aleksander Wojciechowski         | złoty medal Igrzysk Olimpijskich w Pekinie                                                         | Jacek Krawiec        |                                                                             |
| Drużyna roku                    | Lech Poznań                      | awans do III rundy Pucharu UEFA                                                                    | Czesław Warsewicz    | nagrodę odebrali: prezes Lecha Arkadiusz Kasprzak i piłkarz Sławomir Peszko |
| Niepełnosprawny sportowiec roku | Natalia Partyka Katarzyna Pawlik | złoty medal Igrzysk Paraolimpijskich złoty medal Igrzysk Paraolimpijskich na 400 m stylem dowolnym | Paweł Mortas         |                                                                             |
| Sportowa impreza roku w Polsce  | Tour de Pologne 2008             | dynamiczny rozwój oraz duże zainteresowanie                                                        | Maja Włoszczowska    | nagrodę odebrał Czesław Lang - dyrektor Tour de Pologne                     |